# Sophronitis perrinii
Sophronitis perrinii là một loài lan đặc hữu của đông nam Brasil.